# چانگی
چانگی (به لاتین: Changi) یک منطقهٔ مسکونی در سنگاپور است.